# Philip Buys
Philip Buys (nascido em 30 de setembro de 1988) é um ciclista sul-africano, especialista em mountain bike. Nos Jogos Olímpicos de Londres 2012, competiu no cross-country, na Hadleigh Farm, terminando em 35º lugar.

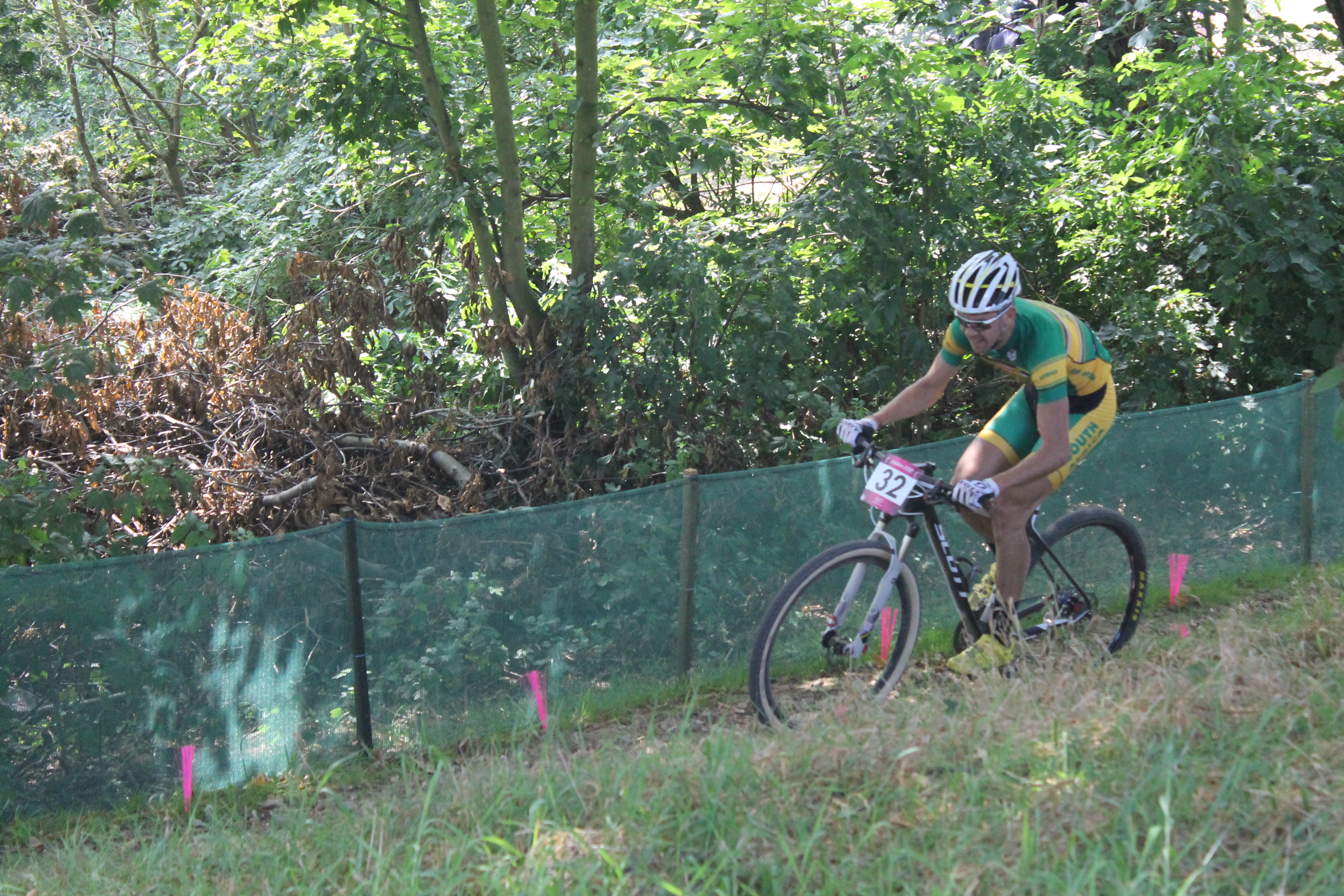
Philip Buys nas Olimpíadas de Londres 2012